# Удмурт-Зязьгор
Удму́рт-Зязьго́р (Удмуртський Зязьгор, рос. Удмурт-Зязьгор) — присілок в Кезькому районі Удмуртії, Росія.
В минулому — центр Удмурт-Зязьгорської сільради.
Населення — 196 осіб (2010; 241 в 2002).
Національний склад станом на 2002 рік:
- удмурти — 97 %

Урбаноніми:
- вулиці — Колгоспна, Шкільна, Ювілейна